# Tracks of My Years
Tracks of My Years è il dodicesimo album in studio del cantautore canadese Bryan Adams, pubblicato nel 2014. Questo album viene realizzato sei anni e mezzo dopo il precedente lavoro in studio di Adams, 11.

## Descrizione
Il disco è una raccolta di cover di alcune delle canzoni preferite dal cantante canadese degli anni '50, '60 e '70. La track list dispone di 10 cover, tra cui Lay Lady Lay di Bob Dylan, I Can't Stop Loving You di Ray Charles, Any Time At All dei The Beatles e God Only Knows dei The Beach Boys per citarne alcune. L'album include anche una canzone originale scritta da Adams e Jim Vallance, She Knows Me come primo singolo dell'album.
La versione deluxe dell'album dispone di 5 brani aggiuntivi: le cover C'mon Everybody di Eddie Cochran, Help Me Make It Through the Night di Kris Kristofferson, Many Rivers to Cross di Jimmy Cliff e You Shook Me di Willie Dixon, più una canzone di Adams You've Been a Friend to Me, del 2009 e colonna sonora del film Old Dogs con John Travolta e Robin Williams.
A ridosso dell'uscita dell'album, Bryan Adams ha rilasciato un comunicato :
(Bryan Adams)
In una intervista pubblicata dal quotidiano canadese The Globe and Mail, Adams ha dichiarato :
(Bryan Adams)

## Rilascio e ricezione critica
| Recensione                           | Giudizio |
| ------------------------------------ | -------- |
| AllMusic                             | [ 11 ]   |
| Amazon.it                            | [ 12 ]   |
| Cryptic Rock                         | [ 13 ]   |
| Renowned For Sound                   | [ 14 ]   |
| Rockol.it                            | [ 15 ]   |
| Soundsblog                           | [ 16 ]   |
| Swindon Advertiser                   | [ 17 ]   |
| The Vancouver Sun (standard edition) | [ 18 ]   |
| The Vancouver Sun (deluxe edition)   | [ 18 ]   |
| Today                                | [ 19 ]   |

La data di pubblicazione dell'album è stata il 30 settembre 2014 per il mercato nordamericano e il 6 ottobre 2014 per il mercato europeo.
- In Canada l'album ha debuttato al numero uno della Billboard Canadian Albums vendendo 14 000 copie nella prima settimana,[24] è stato certificato oro.[25]
- Negli Stati Uniti, l'album ha debuttato al numero 89 nella Billboard 200, vendendo 4 000 copie nella prima settimana.[26]
- In Italia l'album ha debuttato al numero 22 della Classifica FIMI Album.[27]
- Nel Regno Unito ha debuttato al numero 11 della Official Albums Chart.[28]
- In Austria ha debuttato al numero 5 della austriancharts.[29]
- In Germania ha debuttato al numero 5 della Germany Albums.[30]
- In Svizzera ha debuttato al numero 41 la prima settimana, nella seconda settimana ha raggiunto la posizione numero 6 della Swiss Charts Albums Top 100.[31]
- In Danimarca ha debuttato al numero 13 della Track Top-40 danishcharts.[32]
- In Portogallo ha debuttato al numero 10 della Portugal Albums Chart.[33]

## Tracce
1. Any Time at All – 2:34 (Lennon-McCartney  / The Beatles)
2. She Knows Me – 3:37 (Bryan Adams, Jim Vallance)
3. I Can't Stop Loving You – 3:39 (Don Gibson  / Ray Charles)
4. Kiss and Say Goodbye – 3:10 (Winfred Lovett  / The Manhattans)
5. Lay Lady Lay – 3:34 (Bob Dylan)
6. Rock and Roll Music – 2:34 (Chuck Berry)
7. Down on the Corner – 2:39 (John Fogerty   / Creedence Clearwater Revival)
8. Never My Love – 3:17 (Don Addrisi, Dick Addrisi  -)
9. Sunny – 3:31 (Bobby Hebb)
10. The Tracks of My Tears – 2:56 (Robinson, Moore, Marv Tarplin)
11. God Only Knows – 3:30 (Brian Wilson, Tony Asher  / The Beach Boys)

### Tracce contenute nella "Deluxe Edition"
1. You've Been a Friend to Me – 2:50 (Bryan Adams)
2. Help Me Make It Through the Night – 2:40 (Kris Kristofferson)
3. C'mon Everybody – 2:50 (Eddie Cochran, Jerry Capehart)
4. Many Rivers to Cross – 4:09 (Jimmy Cliff)
5. You Shook Me – 3:47 (Willie Dixon, J.B. Lenoir)

### Traccia bonus nella "Japanese Edition"
17. Let It Be Me – 3:19 (The Everly Brothers)

## Formazione

### Musicisti
- Bryan Adams - Chitarra acustica, basso
- David Foster - Pianoforte, tastiere
- Gary Breit - Pianoforte, organo
- Mickey Curry - Batteria
- Keith Scott - Chitarra elettrica
- Michael Thompson - Chitarra elettrica
- Rusty Anderson - Chitarra elettrica
- Josh Freese - Batteria
- Norm Fisher - Basso
- Bob Clearmountain - Basso
- Chris Steele - Percussioni
- Jamie Edwards - Tastiere
- Dean Parks - Chitarra elettrica
- Abe Laboriel Jr. - Batteria
- Paul Bushnell - Basso

### Classifiche settimanali
| Classifica (2014)       | Picco Posizione |
| ----------------------- | --------------- |
| Australia               | 61              |
| Austria                 | 5               |
| Belgio (Fiandre)        | 38              |
| Belgio (Vallonia)       | 34              |
| Canada                  | 1               |
| Danimarca               | 13              |
| Francia                 | 192             |
| Germania                | 5               |
| Grecia                  | 32              |
| Israele                 | 18              |
| Italia                  | 22              |
| Nuova Zelanda           | 32              |
| Paesi Bassi             | 41              |
| Portogallo              | 10              |
| Regno Unito             | 11              |
| Regno Unito (downloads) | 26              |
| Regno Unito (physical)  | 8               |
| Spagna                  | 35              |
| Stati Uniti             | 89              |
| Scozia                  | 11              |
| Svizzera                | 6               |
| Taiwan                  | 6               |